# Massacre de Fambita
Le massacre de Fambita a lieu le 21 mars 2025, lors de la guerre du Sahel, au Niger. L'attaque, menée par l'État islamique dans le Grand Sahara (EIGS), cause la mort d'au moins 44 civils à Fambita, un village de la commune de Kokorou, au sud-ouest du Niger.

## Prélude
Le 16 mars 2025, l'armée nigérienne lance deux missions dans la région de Tillabéri, dans le cadre de l'opération Niya. Elle revendique ensuite dans un communiqué la mort de 90 djihadistes de l'État islamique dans le Grand Sahara et annonce également la mort de neuf soldats. Selon RFI, l'attaque de Fambita est probablement commise en représailles à ces opérations.

## Déroulement
L'attaque a lieu à Fambita, un village de la commune de Kokorou, située près de la frontière sud-ouest du Niger avec le Burkina Faso et le Mali et dans la zone d'une insurrection djihadiste (en) menée par l'État islamique et Al-Qaïda,,. Selon les déclarations du gouvernement, vers 14 heures les assaillants encerclent la mosquée du village pendant les prières du Ramadan et opèrent un « massacre d'une rare cruauté ». Les djihadistes incendient également le marché local et plusieurs habitations.

## Bilan humain
Le lendemain de l'attaque, la junte nigérienne annonce un bilan provisoire d'au moins 44 civils tués et 13 blessés, dont quatre gravement,.

## Réactions
L'attaque n'est pas revendiquée. Le gouvernement militaire du Niger instaure un deuil national de trois jours. Des responsables gouvernementaux publient des déclarations officielles par l'intermédiaire des ministères de l'Intérieur et de la Défense du Niger, attribuant officiellement la responsabilité à l'État islamique dans le Grand Sahara (EIGS) et s'engageant publiquement à poursuivre les auteurs et à les traduire en justice. Le ministre de l'Intérieur, Mohamed Toumba, qualifie l'attaque d'« acte lâche et inhumain ».